# Sahu (lud)
Sahu lub Sa’u (Sawuwu’u, Suwuwu’u) – indonezyjska grupa etniczna z prowincji Moluki Północne, zamieszkująca północno-zachodnią część wyspy Halmahera. Według różnych danych ich populacja wynosi 10–12 tys. lub 25 tys. osób (kecamatany Sahu, Sahu Timur i Jailolo, 2019). Należą do ludów północnohalmaherskich (niebędących ludami austronezyjskimi).
Ich pierwotny język to sahu z dialektami pa’disua i tala’i. W użyciu jest także malajski Moluków Północnych wraz z indonezyjskim. W większości wyznają protestantyzm. Chrześcijaństwo było szerzone w latach 20. i 30. XX w. przez misjonarzy holenderskich. Są wśród nich również muzułmanie. 
Zajmują się przede wszystkim rolnictwem i rybołówstwem. Od lat 30. XX w. duże znaczenie ma produkcja i sprzedaż kopry. Jako jedyny lud Halmahery sprowadzali z zewnątrz wyroby włókiennicze do zastosowań obrzędowych (w regionie, gdzie nie występują tradycje tkackie). Istotną rolę w ich kulturze odgrywa uprawa ryżu suchego; sami porównują się metaforycznie do „wyrastających z ziemi łodyg ryżu”. Niektórzy pracują w administracji, szkolnictwie i sektorze medycznym.
Pod względem kultury i języka są blisko spokrewnieni z takimi ludami jak Tobelo i Galela. Dzielą się na dwie podgrupy: Tala’i i Pa’disua. Dwie pokrewne grupy – Waioli i Gamkonora – posługują się podobnymi etnolektami (waioli i gamkonora), ale są odrębne od Sahu pod względem tradycji. Czasem Waioli traktuje się jako podgrupę Sahu. Gamkonora, w odróżnieniu od Waioli, wyznają islam.
Zamieszkują wsie: Akelamo, Okusu, Ewer, Kamomeng, Bibobo, Idam, Gamlamo, Hoku-Hoku Gam, Loce, Gamnyial, Golo, Worat-Worat, Balisoan, Tacici, Taraudu, Cempaka, Ngaon, Gamsung i Todahe.
Historycznie (od XVII do XIX w.) podlegali Sułtanatowi Ternate. Dostarczali sułtanatowi ryż, a także służących. W roli języka rytualnego przyjął się język ternate. Pomimo kontaktów z Ternate praktycznie nie ulegli wczesnym wpływom islamu. 
We wczesnych źródłach holenderskich kultura Sahu nie została bliżej opisana. Szeroko zakrojone badania antropologiczne wśród Sahu prowadziła w latach 1979–1988 Leontine E. Visser.